# 浅沼稲次郎
浅沼 稲次郎（あさぬま いねじろう、旧字体：淺沼 稻次郞、1898年〈明治31年〉12月27日 - 1960年〈昭和35年〉10月12日）は、日本の政治家。
東京府神着村（現在の東京都三宅村）出身。日本社会党書記長、委員長を歴任。巨体と大きな声で全国を精力的に遊説する姿から、「演説百姓」「人間機関車」の異名を取り、また「ヌマさん」の愛称で親しまれた。1960年10月12日（水曜日）、日比谷公会堂で行なわれた3党首立会演説会の演説中に、右翼活動家の山口二矢（17歳）に刺され死亡した（浅沼稲次郎暗殺事件）。

## 経歴

### 生い立ち
神着村（三宅島）の名主の庶子として生まれる。父が東京府南葛飾郡砂村（現東京都江東区）で酪農業をはじめ、稲次郎の母とは別の女性と再婚したのを期に実子として認知され引き取られた。その後東京府立三中（現都立両国高等学校）に入学。
医者になれという父の勧めを蹴り、大正7年（1918年）に早稲田大学予科に入学する。このことから父とはしばらく絶縁状態となり、稲次郎は友人の経営する文房具会社に参加して万年筆製作で糊口を凌いだという。早大在学中には雄弁会と恵まれた体格を活かして相撲部に在籍した。さらに漕艇部にも所属してレースにも出場し、大隈重信に体格の良さを褒められたと語っている。
大正8年（1919年）秋、大正デモクラシー期における代表的な学生運動団体である建設者同盟の結成に加わることにより社会主義運動に飛び込み、同志たちと全国の小作争議や労働争議を応援する日々を過ごした。また、軍部への協力を目的にした学生団体（早大軍事研究団）への抗議集会の際には、みずから演説し運動部員や外部の右翼団体から殴る・蹴るの暴行を受けたりもした（早大軍研事件）。関東大震災発生時は群馬県で集会に参加しており、あわてて東京に戻ったが、農民運動社の建物に身を寄せていたところ兵士に捕まり、騎兵連隊の営倉に拘束され、のち市ヶ谷監獄に入れられて看守から態度が悪いと暴行を受けた。
1923年に早稲田大学大学部政治経済科を卒業した後も、浅沼は社会主義運動を続け、1925年には日本初の単一無産政党である農民労働党の書記長に26歳の若さで推薦されたが、この党は結党から僅か1時間で政府の命令で解散させられた。

### 国家社会主義への傾倒
1926年、単一無産政党として、労働農民党が結成されるが、まもなく社会民衆党（右派）・日本労農党（中間派）・労働農民党（左派）の三派に分裂した。浅沼は日本労農党に参加した。1932年、分裂する無産政党を糾合し社会大衆党が結成されると浅沼もこれに加わったが、このとき浅沼は書記長の麻生久の人柄に心酔し、麻生が軍部との協力によって社会変革を目指そうという国家社会主義的な路線を打ち出すとこれを支持した。以後、浅沼は軍部による戦争政策の支持者となる。1933年に東京市会議員、1936年には衆議院議員選挙に初当選。1940年に同議員の斎藤隆夫が、泥沼化する日中戦争に対して解決策を見いだせないまま戦争を継続する政府・軍部の姿勢を批判した反軍演説を行った時、その除名にも賛成した。
1940年に大政翼賛会が発足すると臨時選挙制度調査部副部長に就任した。しかし同年に麻生が急死、心のよりどころを失った浅沼の精神的苦痛は大きく、1942年の総選挙（いわゆる翼賛選挙）での立候補も辞退し、国政から一時離れることになった。しかし、このことが戦後の公職追放を免れる理由ともなった。同じ年、東京市会議員選挙に立候補するが、官憲の妨害に合い落選。東京都制が敷かれて最初の都議会議員選挙にも立候補し、当選して副議長に就任した。玉音放送は深川の自宅アパートで聴いた。

### 日本社会党時代

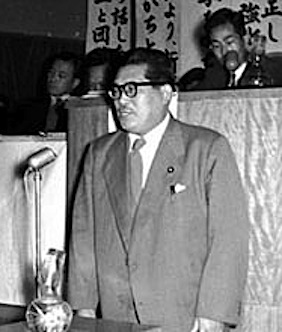
1955年

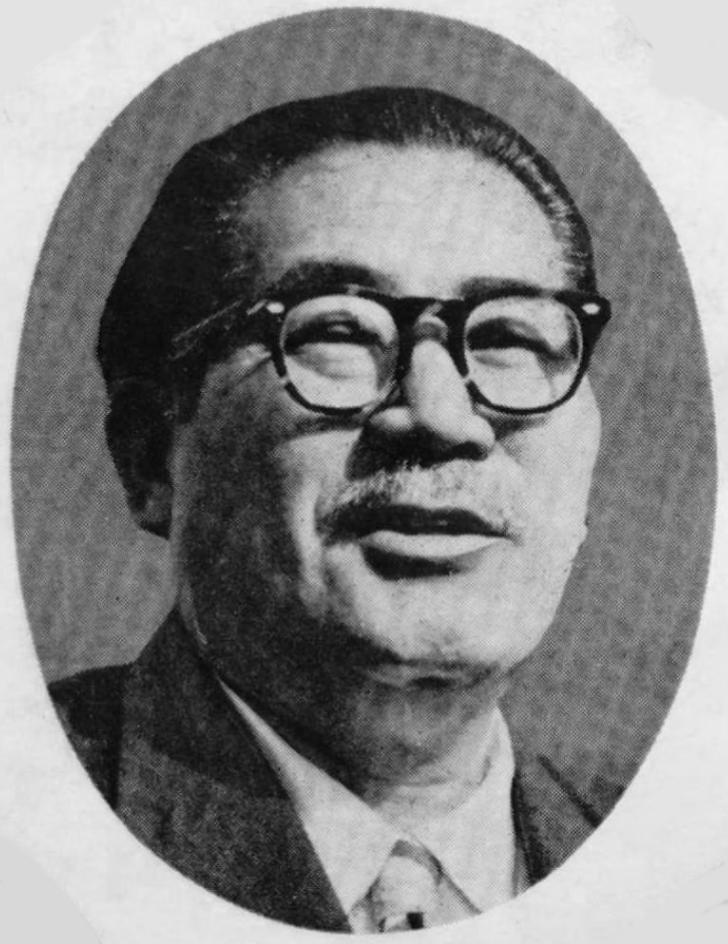
『日本社会党20年の記録』（1965年11月）

1945年、日本社会党の結成に際し、組織部長に就任した。中間派の指導者だった河上丈太郎・三輪寿壮らが公職から追放されたため、自然と浅沼が中間派の中心人物となった。
1947年、書記長だった西尾末広が片山内閣に入閣すると書記長代理となり、翌年には正式に書記長となった（国会内では初代衆議院議院運営委員長）。1949年の第24回衆議院議員総選挙で委員長の片山哲が落選すると、特別国会の首班指名で社会党は浅沼に投票した（実際に指名されたのは吉田茂）。一時、書記長を離れるが、1950年に書記長に復帰した。1951年、サンフランシスコ講和条約・日米安全保障条約ともに反対の左派とともに賛成の右派が対立すると、浅沼は講和条約賛成・安保条約反対の折衷案で、党内の対立をまとめようとするが、左右分裂を食い止めることができなかった。その後、右派社会党書記長となった浅沼は寝る間を惜しんで全国の同志たちの応援に駆け回り、そのバイタリティから「人間機関車」の異名を取った。
1955年10月13日に社会党再統一が実現すると、書記長に就任する。書記長という役職柄、党内で対立があると調整役にまわって「まあまあ」とお互いをなだめる役割に徹したことから、「まあまあ居士」などとも呼ばれた。また長年にわたって書記長を務めてきた実績と、長年書記長を務めていながらトップである委員長のポストが巡ってこない境遇をかけて「万年書記長」とも呼ばれた。
1959年、第2次中国訪問団の団長として中国を訪問した浅沼は中華人民共和国の「一つの中国」論に賛同し、「アメリカ帝国主義は日中両国人民の共同の敵」と発言した。草稿は党内左派で、浅沼が「ゴクサ（極左）」と呼んだ広沢賢一に命じた物だった。特に「アメリカ帝国主義」を「敵」と名指しした発言は、国内外に大きな波紋を広げた。自民党の福田赳夫はすかさず抗議電報を打ち、「浅沼の失言」アピールに成功した。特に、帰国時に飛行機のタラップを中国の工人帽を着用して降りてきたことについては右翼はもちろん世論、党内の反発を受けた。団員の一人で右派の曾禰益らからは今回の書記長の態度には同意できないとの主張がなされた。また、左派で委員長の鈴木茂三郎も団員の広沢賢一に対して「君が浅沼の秘書役をやりながら一体どうしたものだ」と怒鳴ったとされている。
2015年9月22日の産経新聞のweb記事によると、帰国後間もなく駐日アメリカ大使ダグラス・マッカーサー2世から詰問を受け、釈明しようとするも怒声を浴びせられてすごすごと引き返したとある。ただし、原彬久が勝間田清一へインタビューをした際にはマッカーサーから詰問された際も取り消さないと応じたため大激論となった結果、当初予定の申し入れもなくなったとのことである。また、日本社会党の機関紙局が発行した「邁進　人間機関車ヌマさんの記録」の「浅沼稲次郎のたたかい」によると、安保闘争の強行採決後の1960年5月24日にアメリカ大使館を訪ねた際、マッカーサーから発言の撤回を強く主張してきたが、「取消す必要はない。アメリカ国民に対してではなくて、帝国主義政策と社会党が闘うのは当然である」として、撤回を拒否したとある。
浅沼発言の背景としては、満州事変以来日本は侵略戦争を行ってきたとの考え方に基づき、自身も政治家の一人として積極的に戦争に加担したことにより中国人に損害を与えた悔悟の念を表したのではないかとされている。また、朝鮮民主主義人民共和国から訪中していた黄方秀は、かつて日本にいたことがあり、さらに浅沼の選挙を手伝ったことがあった。黄は事態打開のために「戦闘的な態度」を取るべきだと浅沼らに主張した。草稿を作成した広沢は、「日中両国人民の共同の敵」の「敵」の部分は「課題」など、より穏やかな単語も用意した。浅沼はその中から「敵」を選んだという。ただし、勝間田清一は「アメリカ帝国主義は日中両国人民の共同の敵」は中国側の張奚若の発言であり、浅沼は「まあ、そうですね」などと相づちを打ったのが真相だと主張している。
1960年、西尾末広らが社会党を離党して民主社会党（民社党）を結成すると、鈴木茂三郎委員長は辞任し浅沼が後任の委員長に選ばれた。浅沼は安保闘争を前面にたって戦い、
同年5月24日には在日アメリカ大使館に赴き、ドワイト・D・アイゼンハワー大統領の訪日延期を要請。また、大使との間で「アメリカ帝国主義」をめぐり激論を交わした。世論の後押しもあり、岸信介内閣を総辞職に追い込むが、安保条約の廃案を勝ち取ることはできなかった。また民社党は続く1960年総選挙に、麻生久の子で浅沼も目を掛けていた麻生良方を浅沼の対立候補として東京1区に立てるといった、全面対決の姿勢を見せた。

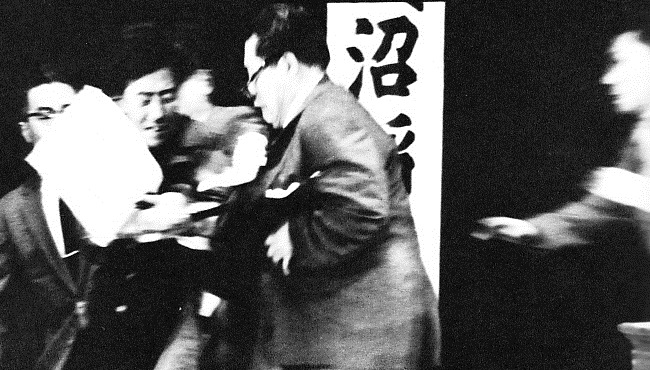
暗殺される浅沼稲次郎

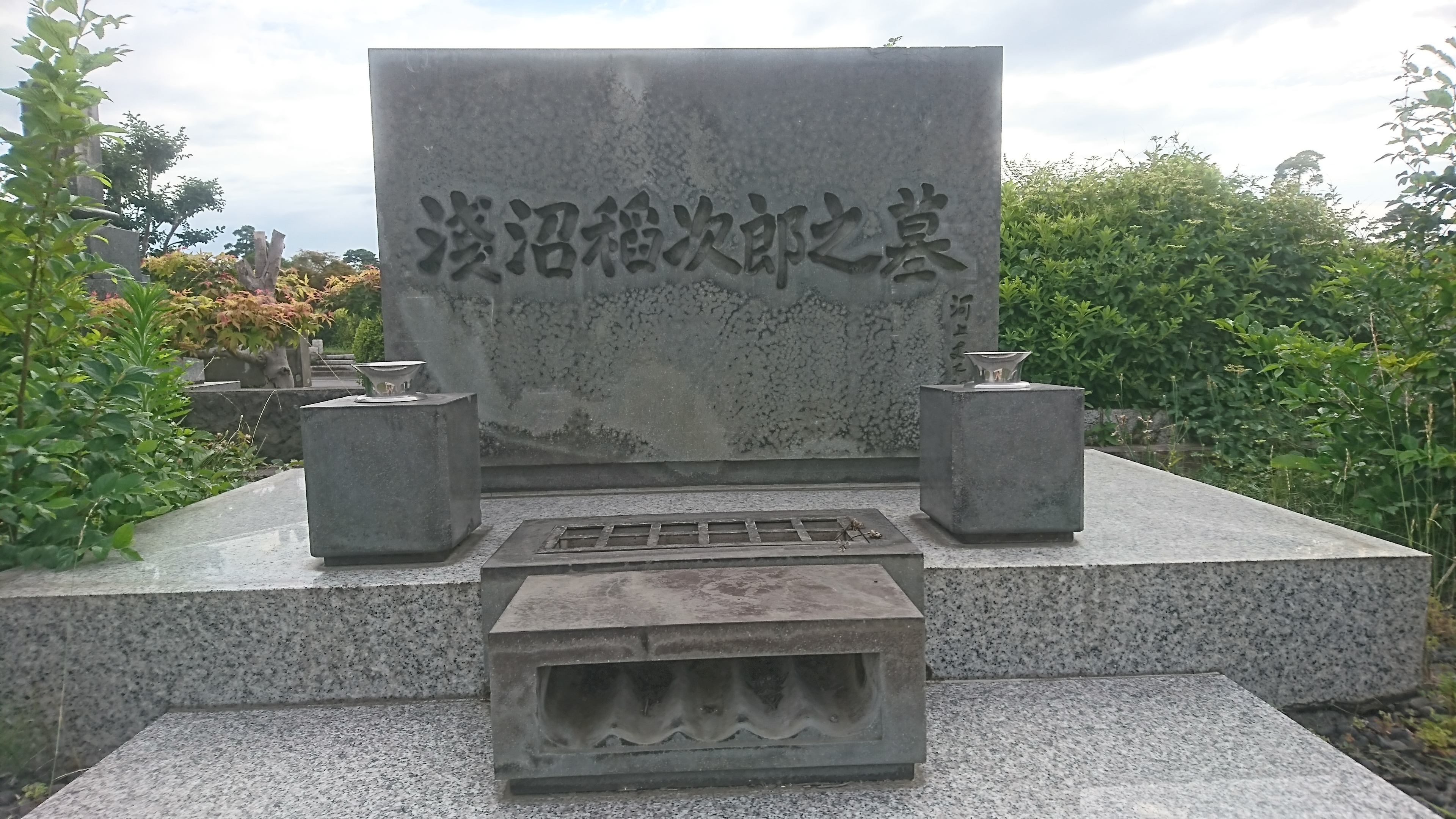
多磨霊園にある浅沼稲次郎の墓

しかし、総選挙の前哨戦として、1960年10月12日に日比谷公会堂で開催された自民・社会・民社3党首立会演説会に参加した浅沼は、演説中に突然壇上に上がって来た17歳の右翼少年・山口二矢に腹部を刺され、非業の最期を遂げた。61歳没。
社会党は浅沼の妻である浅沼享子を身代わり候補に立て、享子は当選した。一方、麻生良方は落選した（次の総選挙で初当選）。

## エピソード
浅沼は東京都江東区白河町の同潤会アパートに30年間住み、家にいるときは団地の片隅の猫の額ほどの狭い庭で植木いじりをよくした。
特に東京下町の人気は絶大であり地元の労働者の集まる食堂で浅沼の悪口を言った新聞記者がその場から叩き出されたという口碑がある。
早稲田大学に入るまで陸軍幼年学校を2回、陸軍士官学校を2回、海軍兵学校を4回受験して不合格となっている。
浅沼が早稲田大学在学中の大正10年頃に襲来した台風で、漕艇部の艇庫が浸水した際には自ら真っ先に駆けつけ、ボートを守ろうとしたという。
享子とのなれそめは大正末から昭和に改元される頃で、当時社会主義運動に身を投じた浅沼らは、享子が働いていた喫茶店をたまり場としていた。結婚後も恐妻家、愛妻家として知られた。
浅沼が刺殺されると、全国で暴挙を非難する抗議集会や抗議デモがおこなわれ、集会に44万5000人、デモに37万人が参加したといわれている。浅沼に魅了されたマスコミ関係者も多く、浅沼の命日には毎年、浅沼にゆかりのある記者たちが一堂に会して、浅沼の死を悼んだという。生前は新聞記者から「政界ゴシップの素材が見当たらない時は浅沼を探せばいい」と言われ、「一日に五回、風呂に入ってくれ」といった無理な要求にも怒らずに対応した。
昭和天皇・皇室を敬愛していたことでも知られ、雑談中に昭和天皇を揶揄する発言をした新聞記者をいきなり怒鳴りつけたこともあるという。
党外でも調整役として手腕を発揮し、右派ながらも社共共闘を積極的に進めた。日本共産党関係者・支持者の間でも信頼が厚く、社共両党の関係を良好なものにしていた。
10月18日、衆議院本会議で池田勇人首相が喪章をつけて追悼演説を行った。「……私は、この議場に一つの空席をはっきりと認めるのであります。……その人を相手に政策の論議を行おうと誓った好敵手の席であります。かつて、ここから発せられる一つの声を、私は、社会党の党大会に、またある時は大衆の先頭に聞いたのであります。いま、その人はなく、その声も止みました。私は誰に向かって論争を挑めばよいのでありましょうか。……」と死を悼み、「目的のために手段を選ばない風潮を今後絶対に許さない」と宣言した。この演説は、池田の「場内がシーンとなる演説を」という注文によって、首席秘書官で後に政治評論家となる伊藤昌哉が書いた。「あの演説は五億円か十億円の値打ちがあった。」と池田は述懐している。
また、浅沼は愛犬家としても知られており、犬にまつわるエピソードも多かった。ディズニーアニメ『わんわん物語』のラジオドラマ版では、ブルドッグ役の声をあてる為に1956年9月6日に有楽町のラジオ東京ホールにある録音スタジオで行われたアフレコに声優として出演したことがある。その浅沼が自宅で飼っていた犬が死んだときには、当時の自民党国会対策委員長の福永健司、民社党国会対策委員長の春日一幸が浅沼を励ますべく秋田犬を贈った。「次郎」と名付けられたこの犬は、浅沼が刺殺された後、主人がいなくなったことを察したのか、何も食べなくなり後を追うようにして死んだという。
無類の格闘技好きであり、早稲田大学時代は相撲部の副主将を務めた。大相撲とも縁が深く、大内山を大いに後援していたほか、1957年には日本相撲協会に請われて設立されたばかりの運営審議委員会委員となった。その縁で日本プロレスリング創始者の力道山光浩と親交があった。また日本初のプロボクシング世界王者の白井義男とは縁戚に当たり、白井が結婚した際には媒酌人を務めた。
その巨漢に違わず食欲は天下一品であった。早坂茂三によれば、東京タイムズの記者として浅沼の遊説に同行した際、記者団に用意されたカツ丼が人数の倍も置かれており、これに気付いたある記者が「ヌマさん、他に大勢来るんですか？」と聞くと、既に60代だった浅沼が「えっ、君ら一つで足りるのかい？」と言い、カツ丼2杯、味噌汁、漬物を惜しげもなく平らげたという。
浅沼を暗殺した山口二矢は生長の家の思想の影響を受けていたとされるが、浅沼自身も生長の家の初代総裁である谷口雅春の支持者であった。谷口は「『生命の実相』の参業者である鳩山一郎と好一体」「生長の家は社会党に反対しているわけでも自民党に賛同しているわけでもない」と述べていた。
後輩の社会党委員長であり内閣総理大臣に就任した村山富市は浅沼を「偉大な存在」「社会党に骨を埋める決意をしたのは浅沼さんとの出会い」などと深く尊敬している。

## 三宅島と銅像
故郷の三宅村神着にあった生家の跡が公園となっており（通称・児童公園）、右手を掲げたポーズの銅像が建っている。しかし、2000年からの雄山噴火による有毒ガスの影響で、上半身の部分が変色している。また、公園自体も手入れがままならない状況となり、雑草が生い茂っている。
社会民主党は、浅沼の胸像を本部に飾っていたが、2013年1月、社会文化会館から民間ビルに本部が引っ越した際、胸像は2トンもある重量のためにビルの底が抜ける恐れがあり、しばらく残されていた。台座部分を削り、一部材質を切り替えるなどして重量を減らし、2013年5月、引越しが完了した。

## 備考
- 杉並区議を経て大日本愛国党参与となった浅沼美智雄は遠縁に当たる。美智雄も区議時代までは日本社会党で活動していた。

## 著書

### 単著
- 『わが言論斗争録 日本の完全独立と平和のために』社会思潮社、1953年12月20日。NDLJP:2977047。
- 『日中提携への道』商工財務研究会〈アルプス・シリーズ 第28輯〉、1957年5月。
- 『浅沼稲次郎 私の履歴書ほか』日本図書センター〈人間の記録 72〉、1998年8月。ISBN 9784820543176。

### 編集
- 『東京市政の危機と牛塚市長の責任 附・昭和十年度予算市会活動報告』社会新聞社、1935年7月。NDLJP:1455384。
- 『故冨吉栄二・菊川忠雄両君党葬追悼録』日本社会党本部、1954年11月。
- 『故三輪寿壮君党葬追悼録』日本社会党本部、1956年12月。
- 『故山川均氏党葬追悼録』日本社会党本部、1958年4月。
- 『故松岡駒吉君党葬追悼録』日本社会党本部、1958年9月。

### 共著
- 田所輝明、浅沼稲次郎『労農青年に訴ふ』農民労働社、1930年8月。
- 浅沼稲次郎、喜入虎太郎『国家総動員と労働統制』清談社〈時局講座 第1輯〉、1939年7月。
- 浅沼稲次郎、三宅正一『独立の完成と政治の一新の為に』日本社会党本部、1952年8月。
- 浅沼稲次郎、菊川忠雄、鈴木義男、松本七郎、平野力三、松尾トシ子 著、日本社会党選挙対策委員会 編『民主々義擁護吉田内閣打倒演説集』日本社会党本部〈国会闘争シリーズ 4〉、1953年3月。

### 目録
- 『浅沼稲次郎関係文書目録（稿）』国立国会図書館、1971年8月。